# Wallander : Enquêtes criminelles
Pour les articles homonymes, voir Wallander.
Wallander : Enquêtes criminelles (Wallander) est une série télévisée suédois, inspirés des romans de l'écrivain Henning Mankell, produits par Malte Forsell, Ole Søndberg, Lars Björkman et Lasse Bjørkmann. Cinq de ces films sont sortis en salles, mais la plupart ont été distribués directement en DVD, avant d'être diffusés sur TV4 (Suède).
En France, la première saison est diffusée à partir du 16 avril 2008 sur Paris Première, puis à partir du 12 février 2009 sur M6. La deuxième saison est diffusée à partir du 20 février 2011 sur Paris Première, mais n'aura pas droit à une diffusion en clair. Au Québec, la série a été diffusée à partir du 2 mai 2007 à Télé-Québec.

## Synopsis
Kurt Wallander est un inspecteur de police dans la petite ville d'Ystad, dans le Sud de la Suède. Séparé de sa femme, il est le père d'une jeune fille, Linda, qui fait tout pour qu'il rencontre quelqu'un. Mais cet homme se consacre nuit et jour à résoudre ses enquêtes qui lui sont confiées avec son équipe, aux dépens de sa vie privée. Son seul objectif est d'arrêter les meurtriers. Alors qu'il lutte toujours pour découvrir la vérité, Wallander se trouve confronté aux aspects les plus sombres de la société suédoise.

## Distribution
- Krister Henriksson (VF : Pierre Dourlens) : Kurt Wallander
- Douglas Johansson (VF : Jean-François Vlérick) : Jan Martinsson
- Mats Bergman (VF : Pascal Casanova) : Nyberg
- Fredrik Gunnarsson (VF : Philippe Vincent) : Johan Svartman
- Stina Ekblad : Karin Linder

Saison 1
- Johanna Sällström (VF : Charlotte Marin) : Linda Wallander
- Ola Rapace (VF : Nessym Guetat) : Stefan Lindman
- Angela Kovács (VF : Danièle Douet) : Ann-Britt Höglund

Saison 2
- Nina Zanjani : Isabelle
- Sverrir Gudnason : Pontus
- Lena Endre : Katarina Ahlsell

Saison 3
- Charlotta Jonsson : Linda Wallander

## Épisodes

### Première saison (2005-2006)
1. Les Flammes de la colère (Innan frosten)
2. L'Idiot du village (Byfánen)
3. Œil pour œil (Bröderna)
4. Engrenage (Mörkret)
5. L'Africain (Afrikanen)
6. Jeu de piste (Mastermind)
7. Chantage à l'amour (Den svaga punkten)
8. Le Gardien de l'histoire (Fotografen)
9. Trafics (Täckmanteln)
10. À la folie (Luftslottet)
11. La Part du diable (Blodsband)
12. Drôle de flic (Jokern)
13. Les Cicatrices du passé (Hemligheten)

### Deuxième saison (2009-2010)
1. Peur sur la ville (Hämnden)
2. Désigné coupable (Skulden)
3. En roue libre (Kuriren)
4. Violence ordinaire (Tjuven)
5. Le Violoncelliste (Cellisten)
6. Les Marchands d'espoir (Prästen)
7. Une place au soleil (Läckan)
8. Au nom du père (Skytten)
9. La Voix des anges (Dödsängeln)
10. Les Amants écarlates (Vålnaden)
11. Héritage (Arvet)
12. Rebecca (Indrivaren)
13. Une autre vie (Vittnet)

### Troisième saison (2013)
Une troisième saison de six films sort en DVD en Suède dans le courant de l'année 2013.
1. titre français inconnu (Den orolige mannen)
2. titre français inconnu (Försvunnen)
3. titre français inconnu (Sveket)
4. titre français inconnu (Saknaden)
5. titre français inconnu (Mordbrännaren)
6. titre français inconnu (Sorgfågeln)

## Commentaires
- Les premiers films des saisons 1 et 3 (Avant le gel et (sv) Den orolige mannen) sont adaptés des romans éponymes de Henning Mankell. Tous les autres films sont des créations originales.
- Cinq films sont sortis au cinéma en Suède : Les flammes de la colère, Jeu de piste, Les cicatrices du passé, Peur sur la ville et (sv) Den orolige mannen[3].

## Autres adaptations
La première adaptation a été tournée entre 1994 et 2007 pour la télévision suédoise, avec Rolf Lassgård dans le rôle principal. Elle comporte neuf épisodes correspondant aux huit premiers romans et au recueil de nouvelles Pyramiden.
Il existe également une adaptation britannique avec Kenneth Branagh dans le rôle de Kurt Wallander : Les Enquêtes de l'inspecteur Wallander. Cette série, diffusée sur la BBC en Écosse, sur BBC One au Royaume-Uni et sur Arte en France, compte à ce jour quatre saisons de trois épisodes chacune.
La série télévisée Les Enquêtes de l'inspecteur Wallander devrait être adaptée à l'opéra en 2016. Le chef d'orchestre et directeur musical de l'Université de Tübingen (Allemagne), Philipp Amelung, dirigera le projet.